# Беркрик (Монтана)
Беркрик (енгл. Bearcreek) град је у америчкој савезној држави Монтана.

## Демографија
По попису из 2010. године број становника је 79, што је 4 (-4,8%) становника мање него 2000. године.
| Група             | 2000.      | 2010.      |
| Белци             | 80 (96,4%) | 78 (98,7%) |
| Афроамериканци    | 1 (1,2%)   | 0 (0,0%)   |
| Азијати           | 0 (0,0%)   | 0 (0,0%)   |
| Хиспаноамериканци | 0 (0,0%)   | 0 (0,0%)   |
| Укупно            | 83         | 79         |